# 迪米特尔·多布雷夫
迪米特尔·季米特洛夫·多布雷夫（羅馬化：Dimitar Dimitrov Dobrev，1931年4月14日—2019年4月1日），保加利亚古典式摔跤运动员，1960年夏季奥运会古典式摔跤中量级冠军。多布雷夫在从事摔跤运动之前曾接触过体操。